# Шамсі (цариця)

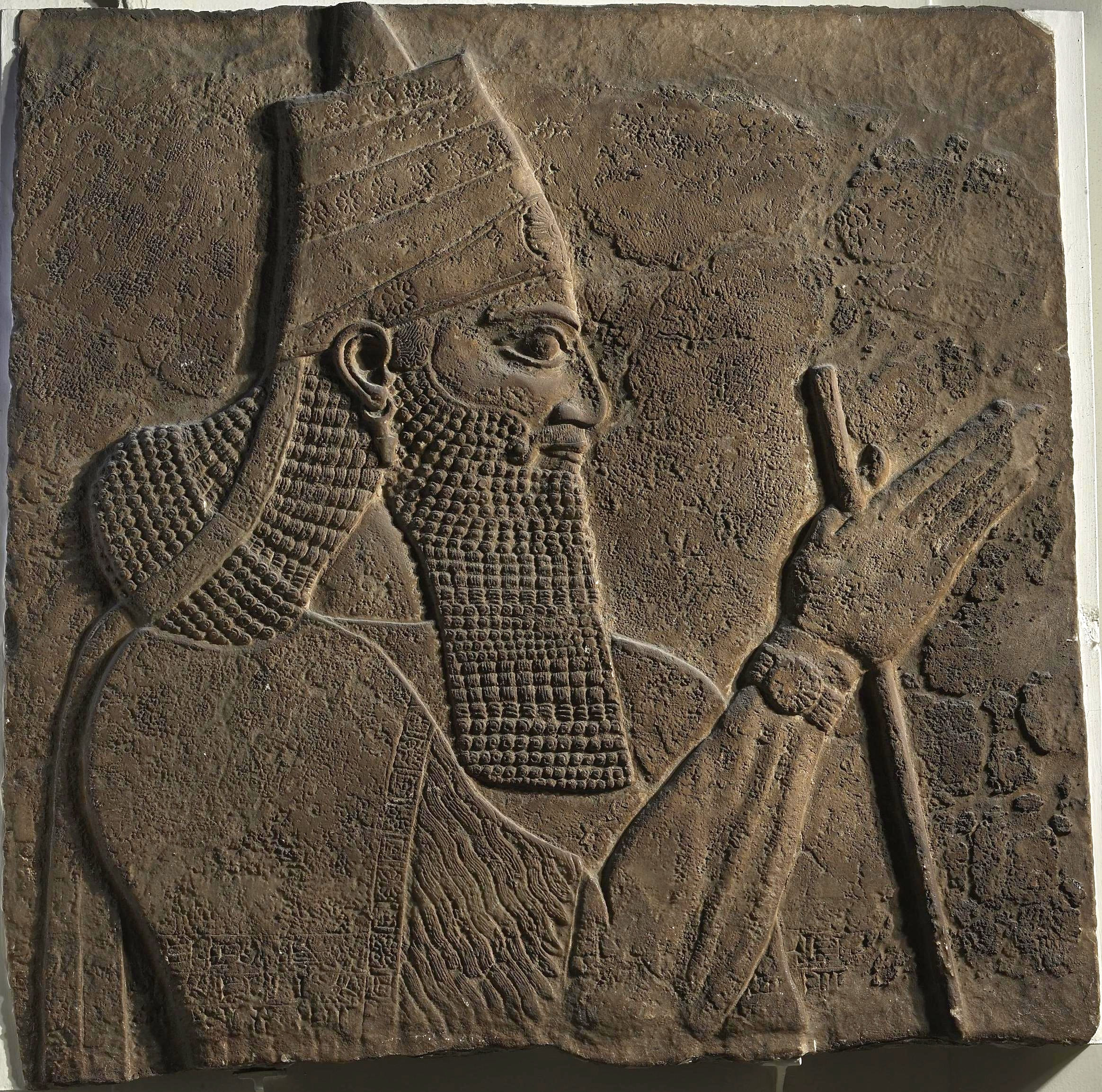
Тиглатпаласар III

Шамсі (Самсі, від араб. شمسي «моє сонце»)  — аравійська цариця («Цариця арабів»), яка правила в VIII столітті до н. е. та брала участь у війнах.
У союзі з правителем Дамаска Рахіану близько 716 року до н. е. Шамсі воювала з ассирійським царем Тіглатпаласаром III. Її армія зазнала нищівної поразки, однак сама Шамсі неушкодженою покинула поле бою. Потім вирушила в Ассирію віддати данину її царю, після чого отримала дозвіл правити під наглядом ассирійців .